# Münchner Hochwasser von 1899

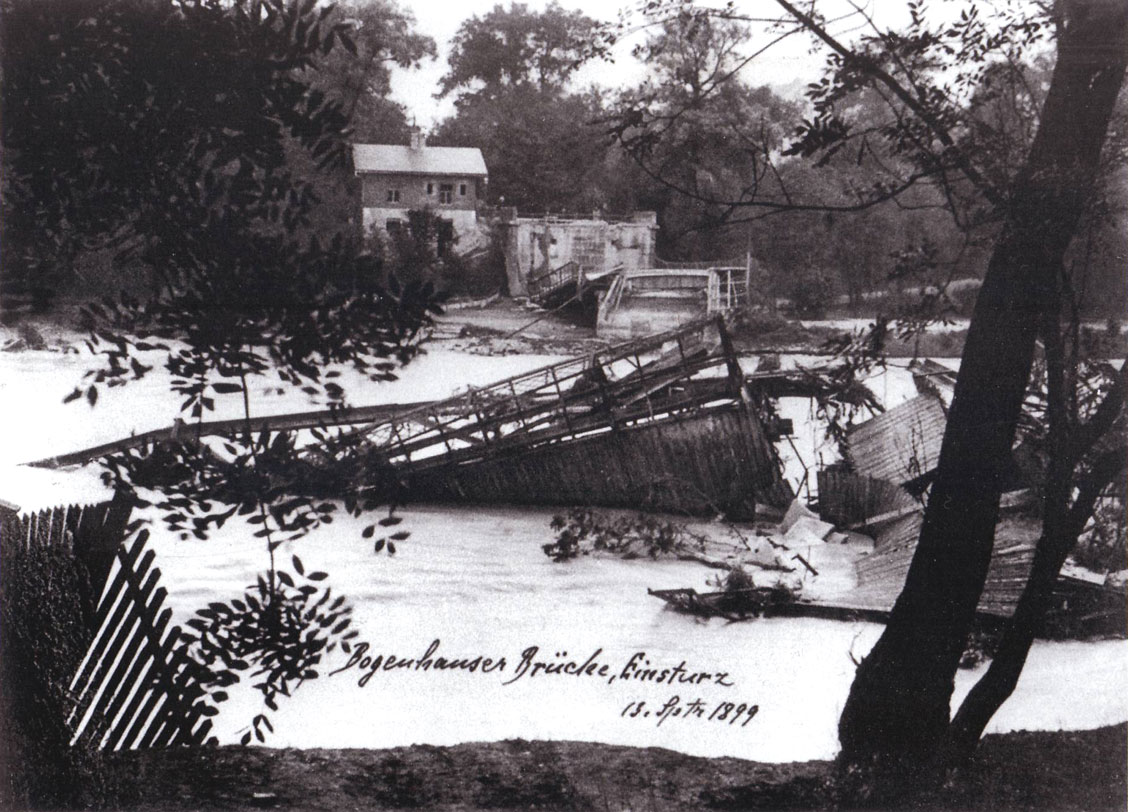
Die am 13. September eingestürzte Max-Joseph-Brücke

Das Münchner Hochwasser von 1899, als „Jahrhunderthochwasser“ bezeichnet, gehört zu den größten Naturkatastrophen, die die Stadt München trafen. Eine durch starke Regenfälle ausgelöste Flutwelle der Isar zerstörte im September 1899 Uferanlagen im Stadtbereich sowie zwei große Isarbrücken und führte in der Folge zu einer Neuordnung des innerstädtischen Flussbereiches mit erheblichen Uferbefestigungsarbeiten sowie dem Neubau von sechs Brücken.

## Wetterlage

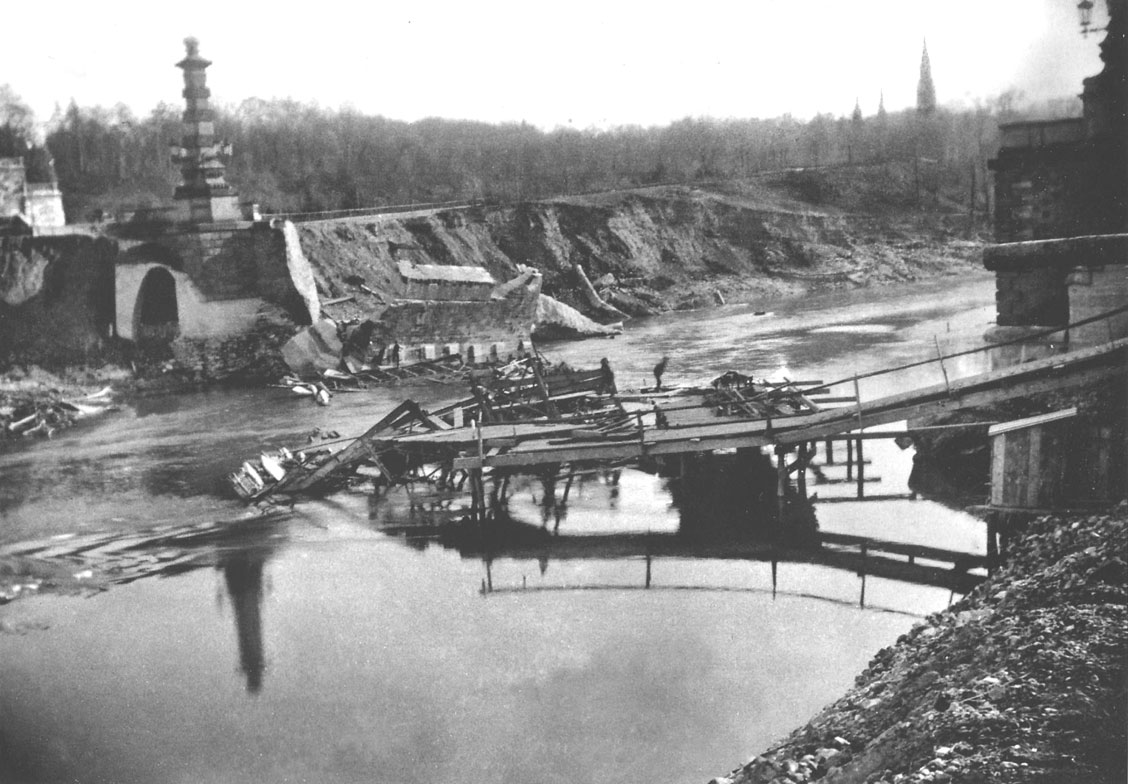
Die Reste der ebenfalls zusammengebrochenen Luitpoldbrücke

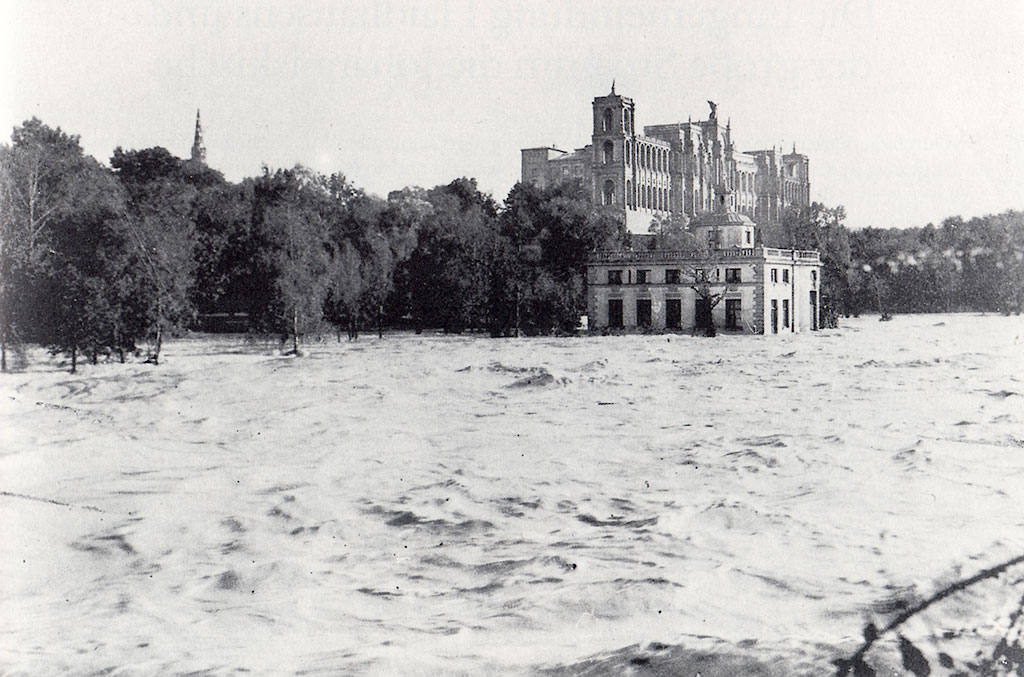
Das überschwemmte Maximilianswerk

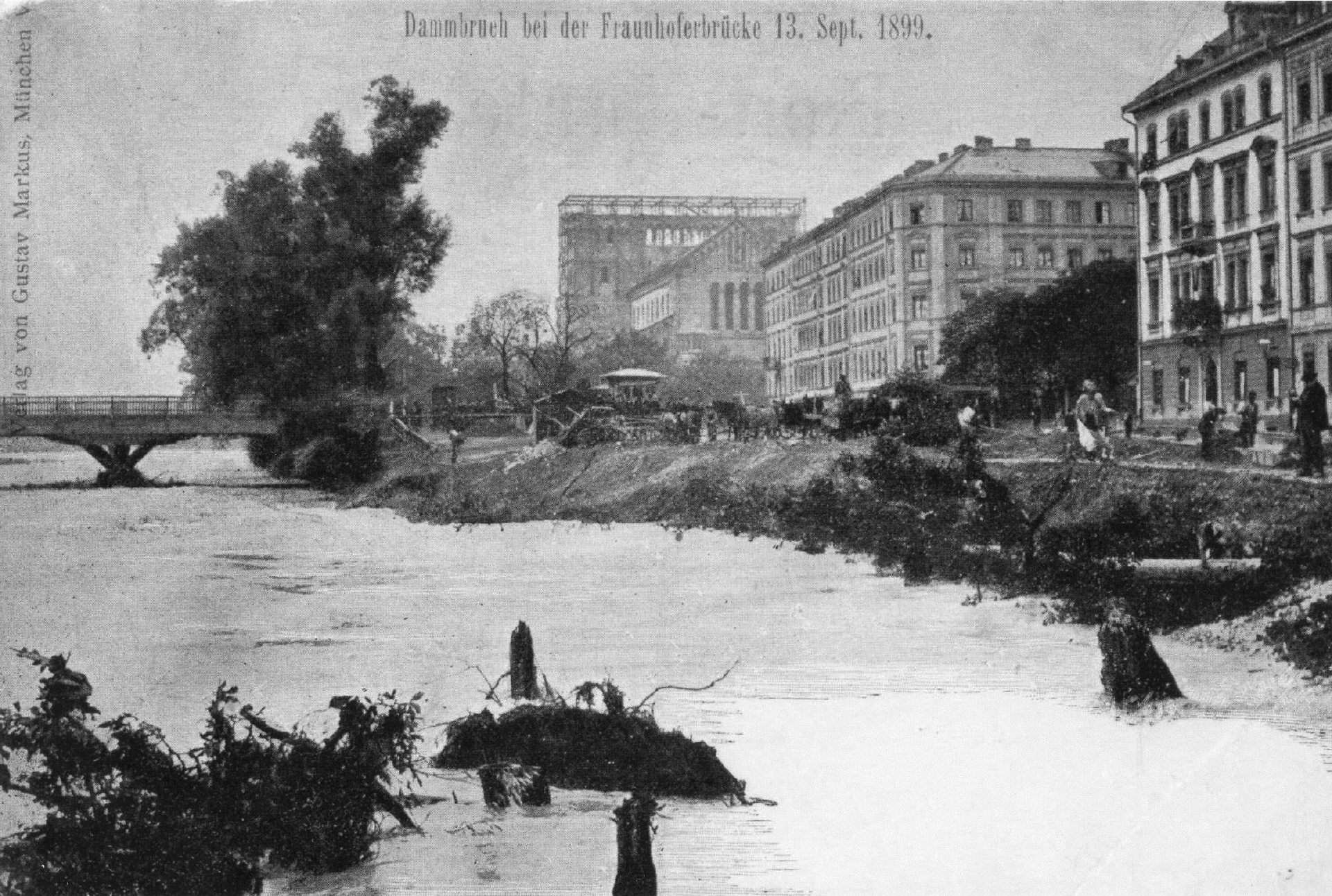
Dammbruch bei der Fraunhoferbrücke

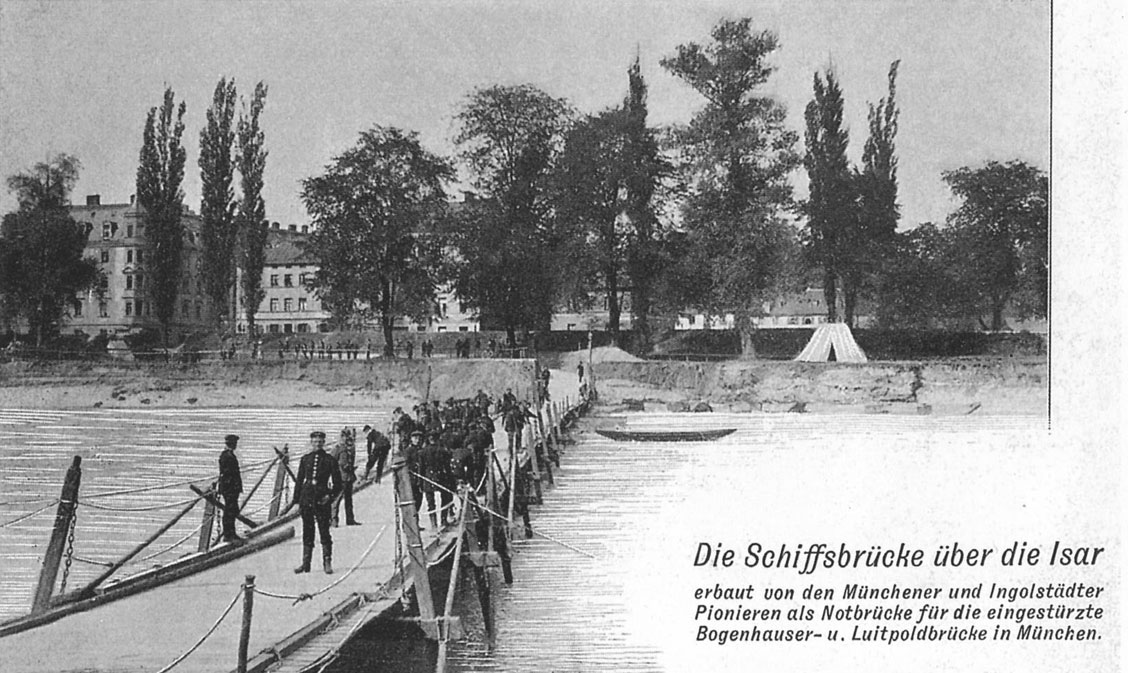
Die unmittelbar nach der Katastrophe von Münchener und Ingolstädter Pionieren errichtete Behelfsbrücke

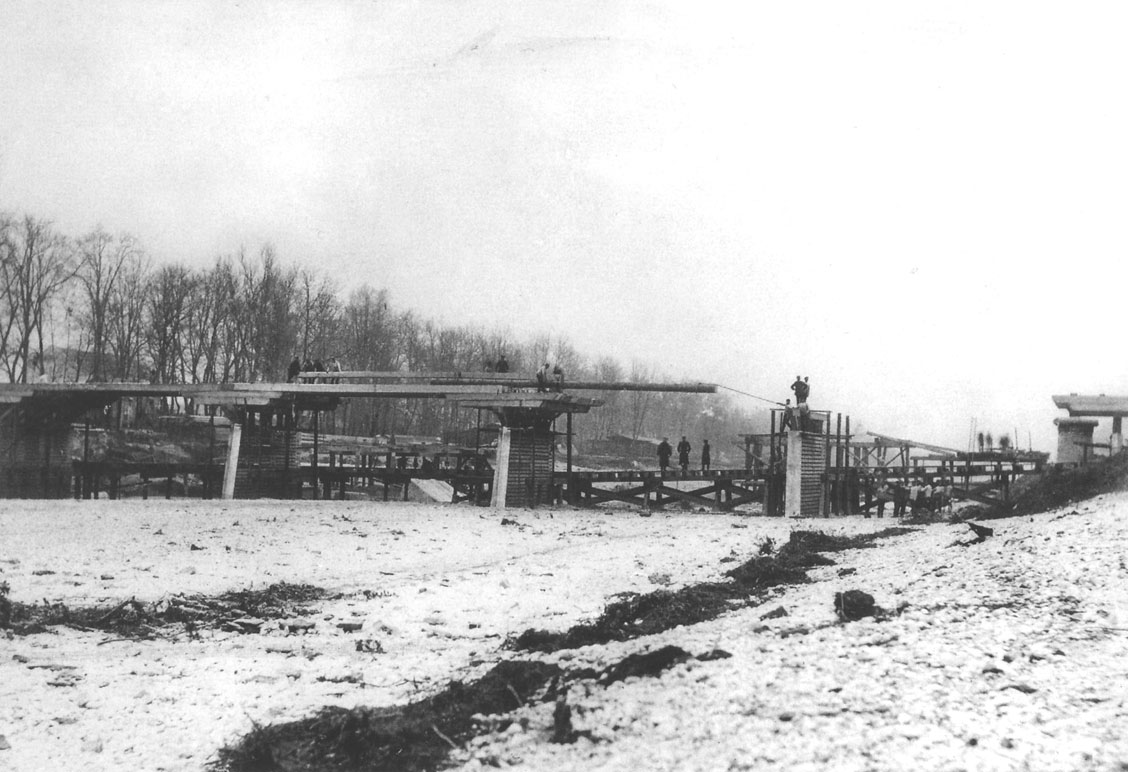
Bau der Notbrücke

Ab dem 8. September 1899 kam es in Südbayern zu heftigen Regenfällen. Der Regen entstammte einem großräumigen Tiefdruckgebiet, das von Nordafrika bis zum Baltikum und von den Westalpen bis zum Schwarzen Meer reichte. Der Transport feuchter Luft aus dem Norden sowie vom gesamten Mittelmeerraum erzeugte Niederschläge von in der Spitze über 500 mm auf einer Fläche von mehr als 10.000 Quadratkilometern. Im Isar-Gebiet bis zur Loisach-Mündung betrug der Niederschlag in der Zeit vom 9. bis zum 14. September durchschnittlich 400 mm, sodass von dem 2736 Quadratkilometer großen Gebiet 990 Millionen Kubikmeter zum Abfluss kamen. Da nach einem recht trockenen Sommer und einem schneearmen Winter 1898/99 die unterirdischen Speicher einen Wassertiefstand aufwiesen, wurden Teile des Regenwassers auf natürliche Weise aufgefangen. Andernfalls wäre das folgende Hochwasser noch massiver ausgefallen. Die Regenfälle führten bis zum 14. September dennoch vor allem im Isar- und Inngebiet zu Hochwasserfluten. Auch andere Lagen im Alpenvorland waren ähnlich betroffen, so an der Donau und der Traun. Anders als bei den Hochwassern 1954 und 2002 trat 1899 keine Doppelwelle (Ergebnis von getrennt abgeregneten Niederschlagsblöcken) auf, sondern nur eine andauernde, einfache Welle. Die 1899 erreichten Wasserstände waren die höchsten jemals gemessenen im Isar- und Inngebiet.

## Schäden
Die hochwasserführende Isar verursachte ab dem 12. September erhebliche Schäden im Münchener Stadtgebiet. Besonders betroffen waren die Uferbefestigungen und Wehre, wie der Neumüller- und der Montgelas-Damm. Auch die jungen Maximiliansanlagen wurden erheblich beschädigt. Hier wie in den Isarauen kam es zur Vernichtung angelegter Teiche und Seen. Das erst 1895 erbaute Wasserkraftwerk Maximilianswerk war auch betroffen. Sämtliche Isarbrücken wurden beschädigt, zwei stürzten ein. Neben drei hölzernen Brücken gab es vor der Flut acht Stein- und zwei Eisenbrücken im Stadtgebiet. Am 13. September kam es zum Einsturz der Max-Joseph-Brücke (auch Bogenhauserbrücke genannt), einer im Jahre 1876 in Eisenfachwerk-Architektur erbauten Brücke. Das Datum ist bemerkenswert, da es ebenfalls an einem 13. September beim Hochwasser des Jahres 1813 zum Einsturz der Münchener Schwanenbrücke (heute: Ludwigsbrücke) bei der heutigen Museumsinsel kam, bei dem 100 Menschen ertranken.
Nachdem bereits seit Tagen auch die Pfeiler der Luitpoldbrücke (auch Prinzregentenbrücke genannt) vom Hochwasser untergraben und erhebliche Massen Erdreich an den Widerlagern sowie Teile der Ufersicherungen abgewaschen worden waren, stürzte auch sie am Folgetag in die Isar. Diese Stahlbrücke in Segmentbogenbauweise war erst acht Jahre zuvor errichtet worden. Etwa an ihrer Stelle verbreiterte sich das Flussbett der Isar während des Hochwassers durch Uferabtragungen von 45 auf 65 Meter.
Es sind keine Todesopfer des Hochwassers bekannt.

## Folgen
Nach der Normalisierung der Pegelstände wurde umgehend von Militäreinheiten aus München und Ingolstadt eine Ponton-Behelfsbrücke errichtet. Die zerstörte Max-Joseph-Brücke wurde nach Wintereinbruch durch eine Notbrücke ersetzt.
Als Folge der Zerstörungen beschloss die Stadtverwaltung ein umfangreiches Bau- und Sanierungsprogramm, welches innerhalb der Jahre 1900 bis 1905 eine grundsätzliche Flussregulierung im Stadtgebiet, den Bau von ausgedehnten Ufer- und Kaimauern sowie der Erneuerung (Profilerweiterung zwecks größeren Wassermengendurchlaufs) bzw. Neubau von sechs Brücken vorsah. Im März 1901 beschloss der Magistrat der Stadt die Ausschreibung eines beschränkten Wettbewerbs für die Erweiterung und den Neubau der Brücken.
Das großzügige Neubauprogramm umfasste neben der Erstellung der sechs neuen Isarbrücken in Stein- und (teilweise) Betonbauweise (Luitpoldbrücke – 1901, Max-Joseph-Brücke – 1902, Corneliusbrücke – 1903, Reichenbachbrücke – 1903, Wittelsbacherbrücke – 1904 und Äußere Maximiliansbrücke – 1905) eine Neuordnung des Isarraumes (fast durchgehend auf einer Länge von rund 6 Kilometern zwischen den Thalkirchener Überfällen bis zum Praterwehr) mit Regulierung durch Einfassung des Flusses durch Kaimauern und Dämme. Aus Kostengründen wurden die neuen Brücken mit einem Standard-Lehrgerüst und aus massiven Muschelkalkquadern (von Steinbrüchen aus Unterfranken) erstellt, weshalb sie sich mit ihren weitgespannten Brückenbögen in der Form ähnlich sehen und sich beim Material gleichen. Die Brücken wurden von dem Bauunternehmen Sager & Woerner errichtet, die Entwürfe stammten von den Architekten Friedrich von Thiersch und Theodor Fischer. Die zuvor regelmäßig überflutete Kohleninsel (heute: Museumsinsel) wurde ebenfalls so befestigt, dass sie von nun an hochwassersicher war.